# Anto Clarke
Anthony „Anto” Clarke (ur. 19 stycznia 1944, zm. 2 czerwca 2019 w Dublinie) – irlandzki judoka. Olimpijczyk z Monachium 1972, gdzie zajął dziewiętnaste miejsce w wadze lekkiej.

## Letnie Igrzyska Olimpijskie 1972
| Konkurencja | Eliminacje           | Klas. końcowa |
| Konkurencja | Przeciwnik I         | Miejsce       |
| ----------- | -------------------- | ------------- |
| 63 kg       | Ferenc Szabó (HUN) P | 19.           |